# 中学校特別シリーズ
中学校特別シリーズは、NHK教育テレビジョンで1980年4月11日から1990年3月まで放送されていた教育番組。

## 概要
中学校向け学校放送番組。
中学校でのVTR機器、VTRテープ所有本数の増加に伴って録画利用率が急増したことから、3本ないし5本程度の短いシリーズで一つの分野をとりあげ、その基本的な内容を凝集して番組とすることで1980年に『古典芸能入門』『体育教室』『行書入門』『技術教室』『美術の世界』の5シリーズでスタートした。
当初は「副教材」的な短期シリーズの番組で構成されていたが、1985年度の番組リニューアルに合わせて『理科教室中学校3年生』と『あすの市民』を除く普通教科番組も『中学校特別シリーズ』に含まれるようになり、1986年度には前記の2番組の終了で普通教科番組は全て『中学校特別シリーズ』内での放送となった。

## 枠内番組一覧
| 番組名               | 放送期間                      |
| -------------------- | ----------------------------- |
| 動力の歴史           | 1981年4月9日 - 4月30日        |
| 理科実験ガイドブック | 1981年9月3日 - 1981年10月08日 |
| 考古学入門           | 1981年4月10日 - 5月1日        |
| 理科第1分野          | 1985年4月8日 - 1988年3月17日  |
| 理科第2分野          | 1985年4月9日 - 1988年3月18日  |
| 理科1年              | 1988年4月4日 - 1990年3月14日  |
| 理科2年              | 1988年4月5日 - 1990年3月15日  |
| 理科3年              | 1988年4月6日 - 1990年3月16日  |

| 番組名         | 放送期間                                                                   |
| -------------- | -------------------------------------------------------------------------- |
| 交通機関の歴史 | 1982年6月8日 - 1983年11月2日                                               |
| 世界地理       | 1985年4月8日 - 1990年3月14日                                               |
| 日本地理       | 1985年4月9日 - 1990年3月15日                                               |
| 歴史I          | 1985年4月8日 - 1988年6月27日                                               |
| 歴史II         | 1985年4月9日 - 1988年6月14日                                               |
| 人間と文化     | 1986年4月11日 - 5月23日                                                    |
| 国会のしごと   | 1986年6月6日 - 7月11日                                                     |
| 情報化社会     | 1986年6月5日 - 10月24日                                                    |
| 高齢者の生活   | 1987年4月10日 - 5月22日                                                    |
| くらしと経済   | 1987年6月5日 - 9月18日                                                     |
| 社会と環境     | 1987年10月2日 - 11月13日                                                   |
| ワールドナウ   | 1988年4月8日 - 19890年3月16日＜独立番組として1990年4月9日 - 1992年3月9日＞ |

| 番組名                | 放送期間                 |
| --------------------- | ------------------------ |
| ハロー!コンピューター | 1986年4月11日 - 10月31日 |
| チャレンジ・パソコン  | 1987年4月10日 - 10月9日  |

| 番組名         | 放送期間                                                                    |
| -------------- | --------------------------------------------------------------------------- |
| 心のメッセージ | 1987年5月15日 - 1990年3月16日＜独立番組として1990年4月6日 - 1992年10月9日＞ |
| みつめよう自分 | 1989年6月9日 - 7月7日                                                       |

| 番組名          | 放送期間                     |
| --------------- | ---------------------------- |
| HEARING A STORY | 1988年4月7日 - 1990年3月15日 |

| 番組名           | 放送期間                                                                      |
| ---------------- | ----------------------------------------------------------------------------- |
| 体育教室         | 1980年4月11日 - 1985年7月12日                                                 |
| 技術教室         | 1980年6月27日 - 1986年3月14日                                                 |
| 行書入門         | 1980年6月30日 - 7月14日                                                       |
| 美術の世界       | 1980年10月6日 - 1982年10月12日＜独立番組として1972年4月10日 - 1980年3月17日＞ |
| 日本の作家       | 1980年12月29日 - 1982年12月1日                                                |
| たのしい合唱     | 1981年4月6日 - 5月11日                                                        |
| 万葉の世界       | 1981年6月22日 - 1983年1月26日                                                 |
| 書写入門         | 1982年4月5日 - 1984年2月20日                                                  |
| 日本の楽器       | 1982年4月6日 - 1984年2月1日                                                   |
| 古典芸能入門     | 1982年4月7日 - 1988年3月4日                                                   |
| わたしたちの健康 | 1983年4月12日 - 1984年10月31日                                                |
| 版画入門         | 1983年4月13日 - 1984年10月22日                                                |
| 朗読入門         | 1983年6月13日 - 1984年5月14日                                                 |
| 話し方教室       | 1984年6月25日 - 1985年9月27日                                                 |

## 1980年代中学校向け学校放送一覧
| 1980年度    | 1980年度                           | 1980年度                             | 1980年度                           | 1980年度                                 | 1980年度                                        |
| 放送時間    | 月                                 | 火                                   | 水                                 | 木                                       | 金                                              |
| ----------- | ---------------------------------- | ------------------------------------ | ---------------------------------- | ---------------------------------------- | ----------------------------------------------- |
| 12:00-12:20 | A Step to English                  | Let's Enjoy English                  | Watch and Listen                   | 理科教室中学校1年生                      | 理科教室中学校2年生                             |
| 13:15-13:35 | あすの市民                         | 理科教室中学校1年生                  | 理科教室中学校2年生                | 理科教室中学校3年生                      | 中学生の広場                                    |
| 14:20-14:40 | 中学生の広場                       | A Step to English                    | Let's Enjoy English                | Watch and Listen                         | 日本新地図                                      |
| 14:40-15:00 | 理科教室中学校3年生                | 中学生の数学                         | わたしたちの歴史1年                | わたしたちの歴史2年                      | 世界と日本                                      |
| 15:00-15:20 | 古典芸能入門 行書入門 美術の世界   | -                                    | あすの市民                         | -                                        | 体育教室 技術教室 行書入門                      |
| 1981年度    |                                    |                                      |                                    |                                          |                                                 |
| 放送時間    | 月                                 | 火                                   | 水                                 | 木                                       | 金                                              |
| 12:00-12:20 | A Step to English                  | Let's Enjoy English                  | Watch and Listen                   | 理科教室中学校1年生                      | 理科教室中学校2年生                             |
| 13:15-13:35 | あすの市民                         | 理科教室中学校1年生                  | 理科教室中学校2年生                | 理科教室中学校3年生                      | 中学時代                                        |
| 14:20-14:40 | 中学時代                           | A Step to English                    | Let's Enjoy English                | Watch and Listen                         | 日本新地図                                      |
| 14:40-15:00 | 理科教室中学校3年生                | 中学生の数学                         | わたしたちの歴史1年                | わたしたちの歴史2年                      | 新しい世界                                      |
| 15:00-15:20 | たのしい合唱 万葉の世界 美術の世界 | -                                    | あすの市民                         | 動力の歴史 技術教室 理科実験ガイドブック | 考古学入門 体育教室 日本の作家                  |
| 1982年度    |                                    |                                      |                                    |                                          |                                                 |
| 放送時間    | 月                                 | 火                                   | 水                                 | 木                                       | 金                                              |
| 12:00-12:20 | Look and Learn                     | Let's Try!                           | 理科教室中学校1年生                | 理科教室中学校2年生                      | 理科教室中学校3年生                             |
| 13:15-13:35 | あすの市民                         | 理科教室中学校1年生                  | 理科教室中学校2年生                | 理科教室中学校3年生                      | 中学時代                                        |
| 14:00-14:20 | 書写入門 体育教室 技術教室         | 日本の楽器 交通機関の歴史 美術の世界 | 古典芸能入門 日本の作家 万葉の世界 | -                                        | 新しい世界                                      |
| 14:25-14:45 | 中学時代                           | 中学生の数学                         | わたしたちの歴史1年                | わたしたちの歴史2年                      | 日本新地図                                      |
| 1983年度    |                                    |                                      |                                    |                                          |                                                 |
| 放送時間    | 月                                 | 火                                   | 水                                 | 木                                       | 金                                              |
| 12:00-12:20 | Look and Learn                     | Let's Try!                           | 理科教室中学校1年生                | 理科教室中学校2年生                      | 理科教室中学校3年生                             |
| 13:15-13:35 | あすの市民                         | 理科教室中学校1年生                  | 理科教室中学校2年生                | 理科教室中学校3年生                      | 中学時代                                        |
| 14:00-14:20 | 書写入門 朗読入門 古典芸能入門     | わたしたちの健康 技術教室 体育教室   | 版画入門 日本の楽器 交通機関の歴史 | -                                        | 新しい世界                                      |
| 14:25-14:45 | 中学時代                           | 中学生の数学                         | わたしたちの歴史1年                | わたしたちの歴史2年                      | 日本新地図                                      |
| 1984年度    |                                    |                                      |                                    |                                          |                                                 |
| 放送時間    | 月                                 | 火                                   | 水                                 | 木                                       | 金                                              |
| 12:00-12:20 | Look and Learn                     | 新しい世界                           | 理科教室中学校1年生                | 理科教室中学校2年生                      | 理科教室中学校3年生                             |
| 13:15-13:35 | あすの市民                         | 理科教室中学校1年生                  | 理科教室中学校2年生                | 理科教室中学校3年生                      | 中学時代                                        |
| 14:00-14:20 | 朗読入門 版画入門 話し方教室       | 技術教室                             | 体育教室 わたしたちの健康          | 新しい世界                               | -                                               |
| 14:25-14:45 | 中学時代                           | Look and Learn                       | わたしたちの歴史1年                | わたしたちの歴史2年                      | 日本新地図                                      |
| 1985年度    |                                    |                                      |                                    |                                          |                                                 |
| 放送時間    | 月                                 | 火                                   | 水                                 | 木                                       | 金                                              |
| 12:00-12:20 | 世界地理                           | 日本地理                             | 理科第1分野                        | 理科第2分野                              | 理科教室中学校3年生                             |
| 13:10-13:30 | 理科第1分野                        | 理科第2分野                          | 世界地理                           | 日本地理                                 | あすの市民                                      |
| 13:35-13:55 | 歴史I                              | 歴史II                               | 理科教室中学校3年生                | あすの市民                               | 技術教室 体育教室                               |
| 1986年度    |                                    |                                      |                                    |                                          |                                                 |
| 放送時間    | 月                                 | 火                                   | 水                                 | 木                                       | 金                                              |
| 12:00-12:20 | 世界地理                           | 日本地理                             | 理科第1分野 物理                   | 理科第1分野 化学                         | 理科第2分野 生物                                |
| 13:10-13:30 | 理科第1分野 物理                   | 理科第1分野 化学                     | 理科第2分野 生物                   | 理科第2分野 地学                         | ハロー!コンピューター                           |
| 13:35-13:55 | 歴史I                              | 歴史II                               | 世界地理                           | 日本地理                                 | 人間と文化 国会のしごと 情報化社会 古典芸能入門 |
| 1987年度    |                                    |                                      |                                    |                                          |                                                 |
| 放送時間    | 月                                 | 火                                   | 水                                 | 木                                       | 金                                              |
| 12:00-12:20 | 世界地理                           | 日本地理                             | 理科第1分野 物理                   | 理科第1分野 化学                         | 理科第2分野 生物                                |
| 13:10-13:30 | 理科第1分野 物理                   | 理科第1分野 化学                     | 理科第2分野 生物                   | 理科第2分野 地学                         | チャレンジ・パソコン                            |
| 13:35-13:55 | 歴史I                              | 歴史II                               | 世界地理                           | 日本地理                                 | 高齢者の生活 くらしと経済 社会と環境            |
| 1988年度    |                                    |                                      |                                    |                                          |                                                 |
| 放送時間    | 月                                 | 火                                   | 水                                 | 木                                       | 金                                              |
| 12:00-12:20 | 世界地理                           | 日本地理                             | 理科1年                            | 理科2年                                  | 理科3年                                         |
| 13:10-13:30 | 理科1年                            | 理科2年                              | 理科3年                            | HEARING A STORY                          | 道徳                                            |
| 13:35-13:55 | 歴史I                              | 歴史II                               | 世界地理                           | 日本地理                                 | ワールドナウ                                    |
| 1989年度    |                                    |                                      |                                    |                                          |                                                 |
| 放送時間    | 月                                 | 火                                   | 水                                 | 木                                       | 金                                              |
| 12:00-12:20 | 世界地理                           | 日本地理                             | 理科1年                            | 理科2年                                  | 理科3年                                         |
| 13:10-13:30 | 理科1年                            | 理科2年                              | 理科3年                            | HEARING A STORY                          | 心のメッセージ みつめよう自分                   |
| 13:35-13:55 | 歴史I                              | 歴史II                               | 世界地理                           | 日本地理                                 | ワールドナウ                                    |

- おもいっきり中学時代（特別活動 1985〜1989年度 土曜日11時30-12時）